# 鄧雙崖墓群
鄧雙崖墓群位於四川省成都市新津縣，文物遺址年代判定為東漢。2007年6月1日公佈為四川省第七批文物保護單位。